# 1,1,1-tribromoetano
El 1,1,1-tribromoetano es un halogenuro de alquilo con fórmula molecular C2H3Br3.